# Thomas Buergenthal
Thomas Buergenthal (ur. 11 maja 1934 w Lubochnie, Słowacja, zm. 29 maja 2023 w Miami) – prawnik amerykański pochodzenia żydowsko-niemieckiego ze strony matki i żydowsko-polskiego ze strony ojca, sędzia Międzynarodowego Trybunału Sprawiedliwości.
Jako dziecko przebywał w żydowskim getcie w Kielcach, następnie w obozach koncentracyjnych Auschwitz, skąd w ramach marszu śmierci trafił do Sachsenhausen. Po wojnie mieszkał kilka lat w Niemczech (Getynga), zaś w grudniu 1951 wyemigrował do USA. Kształcił się w Bethany College w Wirginii Zachodniej, następnie studiował prawo na New York University i Harvard University. Specjalizował się w prawie międzynarodowym i prawach człowieka.
Był m.in. profesorem i dziekanem w Szkole Prawa przy The George Washington University w Waszyngtonie. Pracował także jako sędzia w instytucjach międzynarodowych, był m.in. sędzią Międzyamerykańskiego Trybunału Praw Człowieka (1979–1991, przewodniczył temu trybunałowi), sędzią Trybunału Administracyjnego Międzyamerykańskiego Banku Rozwoju, członkiem Komisji Prawdy Narodów Zjednoczonych dla Salwadoru. W latach 1995–1999 był członkiem Komitetu Praw Człowieka Narodów Zjednoczonych.
2 marca 2000 został sędzią Międzynarodowego Trybunału Sprawiedliwości w Hadze. W lutym 2006 wybrano go ponownie na 9-letnią kadencję. Jednakże z mocą od dnia 6 września 2010 przed czasem złożył swój urząd sędziego (ważny do 5 lutego 2015) i powrócił do pracy w George Washington University w Waszyngtonie.
Historię swojego życia, tułaczkę wraz z rodzicami po dojściu Hitlera do władzy, pobyt w getcie, obozach koncentracyjnych oraz trudny powojenny czas, jak również dalsze swoje losy w dorosłym życiu, opisał w książce pt. Dziecko szczęścia. Sam jest także bohaterem książki pt. Tommy (1970), Norwega Odda Nansena, współzałożyciela UNICEF, który poznał go w obozie Sachsenhausen.
Otrzymał doktoraty honoris causa Bethany College (1981), Uniwersytetu w Heidelbergu (1986), Wolnego Uniwersytetu w Brukseli (1994), State University of New York w Buffalo (2000).

## Publikacje
- Law-Making in the International Civil Aviation Organization (1969)
- International Protection of Human Rights (1973)
- Public International Law in a Nutshell (kilka wydań)
- International Human Rights in a Nutshell (kilka wydań)
- Protecting Human Rights in the Americas (kilka wydań)
- Dziecko szczęścia (2007, ang. A Lucky Child, niem. Ein Glückskind), wyd. pol. 2008 ISBN 978-83-7404-835-4.